# Шахі Зінда
Шахі Зінда(узб. Shohizinda, перс. شاه زنده — букв. «Живий цар») — пам'ятник середньовічної архітектури у Самарканді (Узбекистан), ансамбль мавзолеїв Караханідської та Тимуридської знаті. Збережений дотепер комплекс складається із одинадцяти мавзолеїв, які послідовно прибудовували один до одного протягом XIV—XV століть. Проте, під час розкопок на східному схилі городища Афросіаб були виявлені залишки мавзолеїв XI—XII століть. У 2001 році ансамбль мавзолеїв Шахі Зінда разом з іншими стародавніми будівлями Самарканда внесені до Списку Світової спадщини ЮНЕСКО.

## Історія
Ансамбль Шахі Зінда заснований тюркською династією Караханідів, надалі формувався протягом 9 століть і налічує понад двадцять споруд XI—XIV та XIX століть. До XVI століття називався Мазар шаха, маючи на увазі Кусам ібн Аббаса. З XVI століття став відомим під назвою Шох-і Зінда — «живий цар». За легендою, двоюрідний брат пророка Мухаммеда, Кусам ібн Аббас, прийшов до Самарканду з невеликим військом для утвердження ісламу. Під час одного з набігів язичників Кусам ібн Аббаса вразила стріла, але він зумів сховатися від очей невірних в утвореній ущелині (за іншою версією, у колодязі), де і живе дотепер. Оскільки в давнину арабські поховання не декорували кольоровими кахлями і розписами, оформляти приміщення для паломників, які прибули до могили Кусама, довелося у пізній період, і розпис стін нагадує декор приміщень у стилі модерн.
Найстаріші споруди ансамблю, від яких збереглися лише основи і надгробки, датуються епохою тюркської династії Караханідів (XI—XII ст.). Переважна більшість будівель відносяться до епохи Тимуридів (XIV—XV ст.), а перебудови XVI—XIX століть практично не вплинули на композицію і зовнішній вигляд комплексу. Мавзолеї мають бірюзове оздоблення або покриті темно-синіми кахлями з квітковими орнаментами.
Шахі Зінда — єдиний у Самарканді археолого-архітектурний пам'ятник, у якому, включаючи культурні нашарування Афросіаба, відбилася майже 25-вікова історія міста.
27 березня 1945 року Рада народних комісарів Узбецької РСР Постановою № 410 передала з ведення Управління у справах архітектури при Раді народних комісарів Узбецької РСР у користування Духовного управління мусульман Середньої Азії і Казахстану (САДУМ) сім найбільш відвідуваних вірянами (і раніше закритих державою) мазарів, серед яких був Шахі Зінда.
Поховання на території комплексу не проводилися із 1977 року.

## Загальне планування
Вхідний портал комплексу є найновішою його спорудою. Внутрішні будівлі ансамблю діляться на нижню, середню і верхню групи, які з'єднані між собою арково-купольними проходами — чартаками.
У нижній групі будівель на терасі недалеко від входу розташовується двокупольний мавзолей. Середня група будівель складається з групи мавзолеїв часів Тимура, де поховані його родичі і видатні військові й релігійні діячі. Ці споруди датуються останньою чвертю XIV — початком XV століть. Серед них мавзолеї Емір-заде (1386 р.), Туглій-Текін, племінниці Тимура Шаді-Мульк-ака (Туркан-ака) (1371—1372 рр.) і сестри Тимура Ширін-Бика-ака (1385—1386 рр.). Два останніх мавзолеї збереглися найкраще. Головні фасади цих невеликих однозальних будівель скомпоновані у формі порталу з пишним і барвистим декором. Недалеко від мавзолею Ширін-Бика-ака, помітно відрізняючись від інших споруд, розташований восьмигранний мавзолей першої половини XV століття з відкритими по боках отворами. Він прикрашений мозаїкою з глазурованих цеглин і, ймовірно, спочатку був перекритий куполом на високому циліндричному барабані.
Центром всього ансамблю є комплекс Кусама ібн-Аббаса, що включає кілька будівель, серед яких найбільш древні — мавзолей Кусама ібн-Аббаса і мечеть XVI століття. До комплексу ведуть двері з датою 1404—1405 рр., прикрашені різьбленням і спочатку інкрустовані слоновою кісткою.
Верхня група будівель включає три мавзолеї, які стоять один навпроти одного, ніби змагаючись красою облицювань і утворюють чарівний затінений дворик. Північна частина двору замикається мавзолеєм Ходжа-Ахмада, збудованим ще в дотимурівські часи, приблизно у 1340-і роки. Східний і західний боки цього дворика оточені безіменним мавзолеєм 1360—1361 рр. і мавзолеєм Туман-ака початку XV століття.
У 2004—2005 рр. за розпорядженням уряду Узбекистану комплекс Шахі-Зінда піддався глобальній реставрації, під час якої паркан вулички мавзолеїв, що підноситься з правого боку доріжки, прибрали для того, щоб відкрити простір, на якому виявлені мечеть, медресе раннього Середньовіччя (XI ст.) і сліди більш ранніх мавзолеїв.

## Список споруд ансамблю

### Мавзолеї
- Кусама ібн Аббаса (1334 рік), декор XV століття
- Мавзолей знатної дами, 1360/61 рік
- Шаді-Мульк-ака («Туркан-ака»), 1371/72 рік, зодчі Шамседдін, Бареддін і Зайнуддін Бухарі)
- Ширін-бика-ака, 1385/86 рік
- Емір-заде, 1386 рік
- Ходжа-Ахмада, XIV століття
- Двокупольний мавзолей, перша третина XV ст.
- Туглу-Текін (1376 рік)
- Восьмикутник (1-я третина XV століття)
- Безіменний мавзолей № 1 (Алі Несефі) (друга половина XIV століття)
- Безіменний мавзолей № 2 (друга половина XIV століття)
- Еміра Бурундука (80-і роки XIV століття)
- Мавзолей і поминальна мечеть Туман-ака (1405 рік)

### Інші споруди
- Чартак Абдал-Азіза (1434/1435 рік)
- Медресе Давлет Кушбегі (1813 рік)
- Літня мечеть (1909/1910 рік)
- Верхній чартак (близько 1405 року)

## Галерея

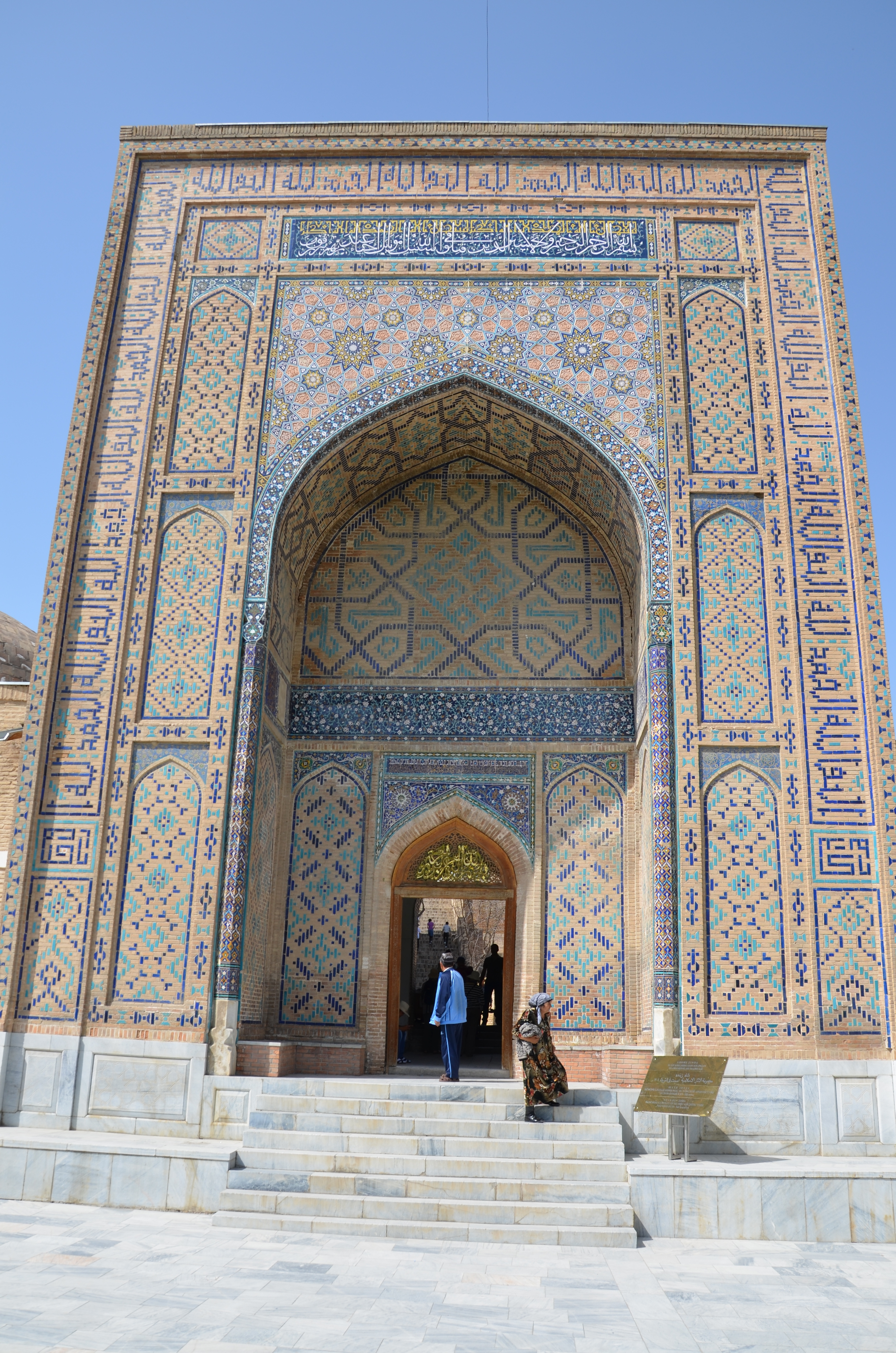
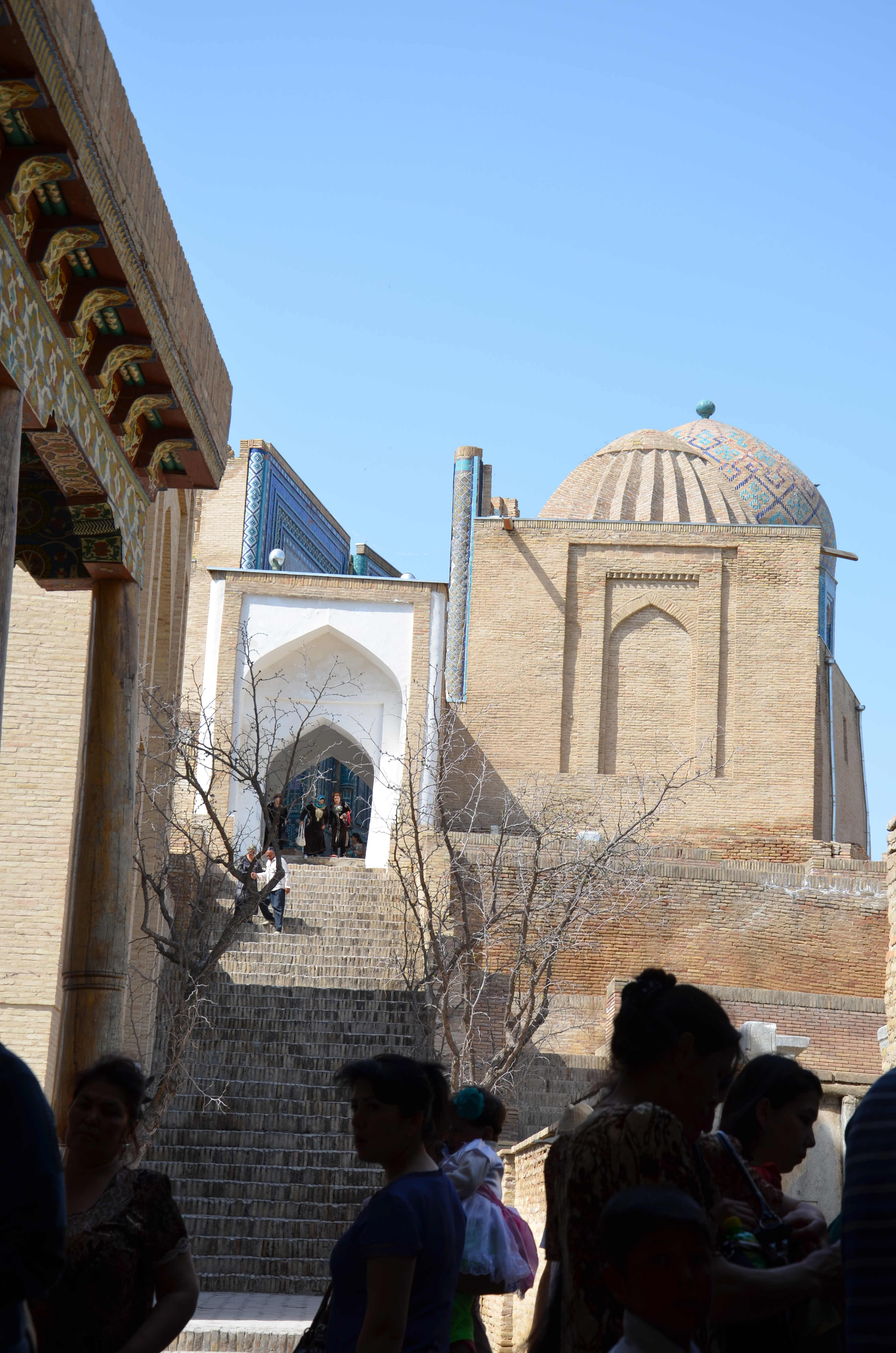
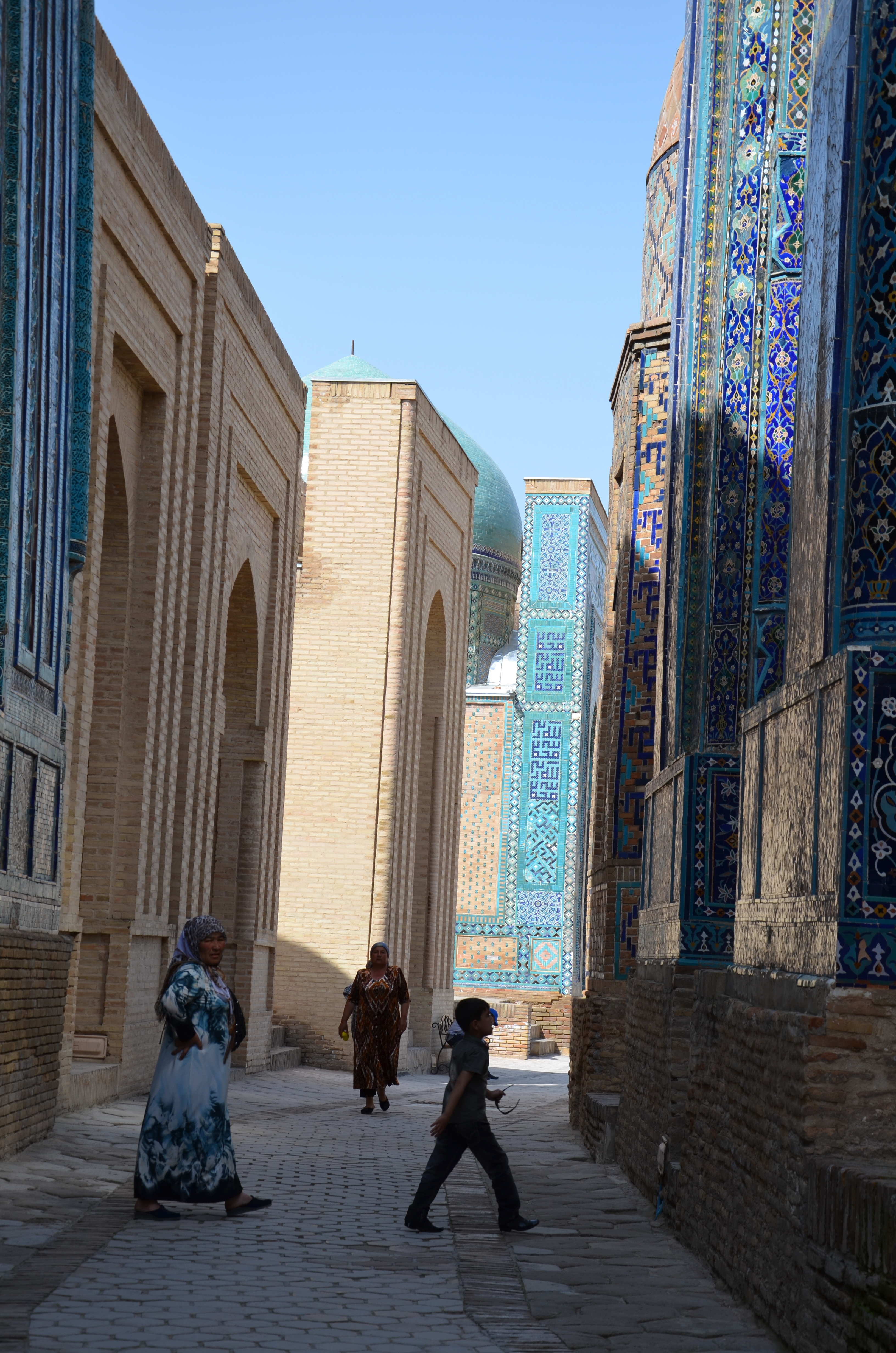
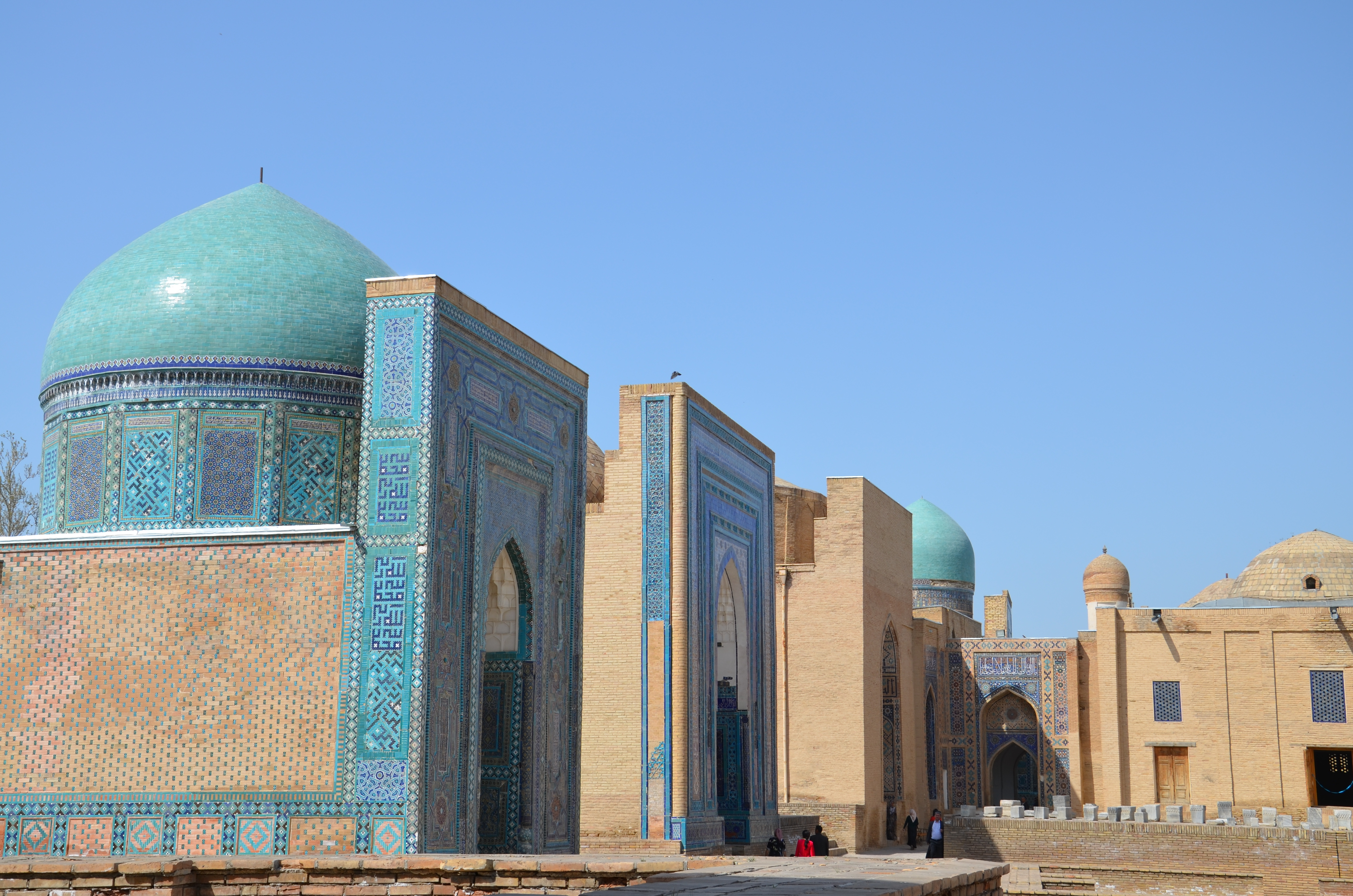
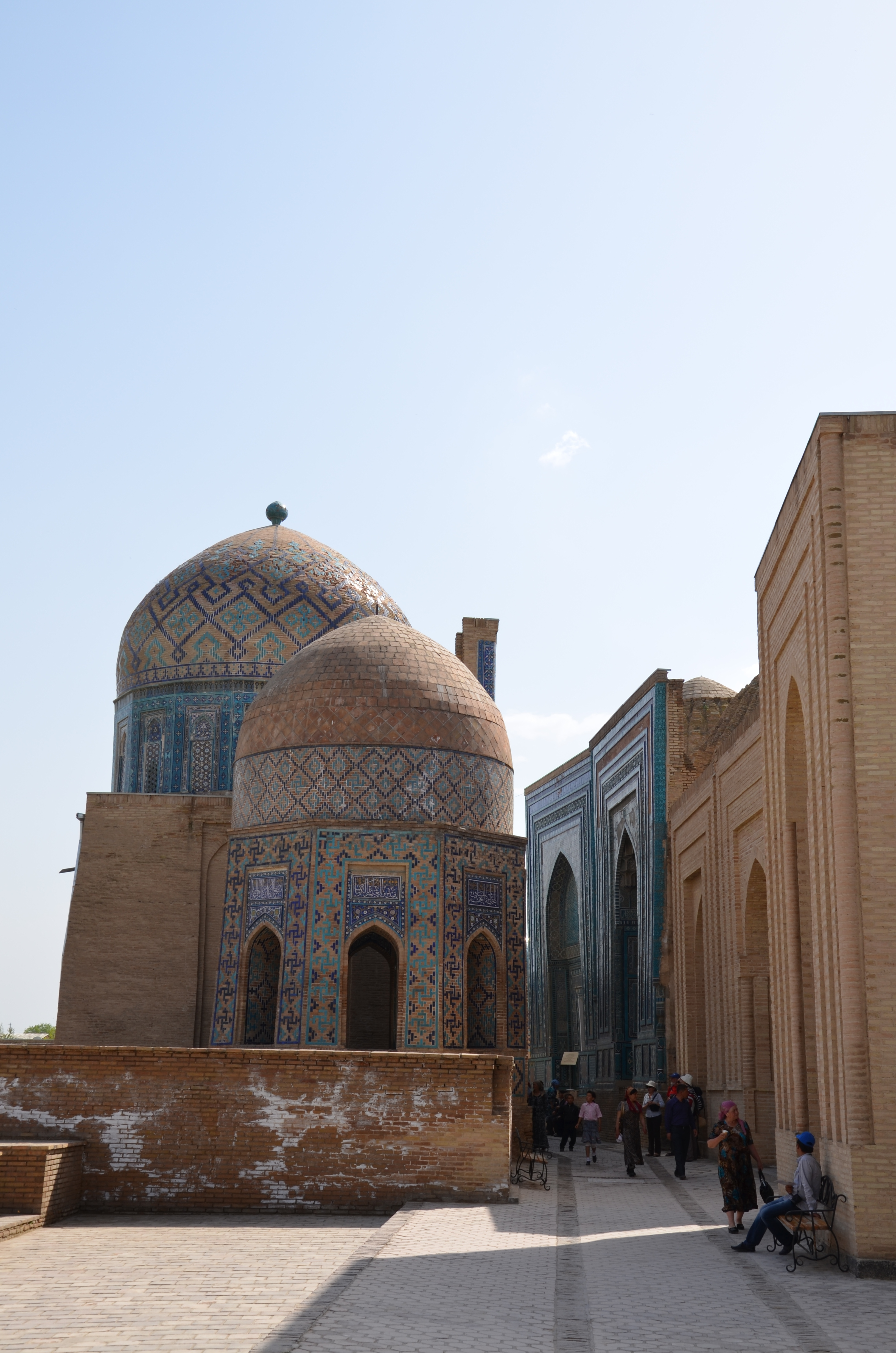

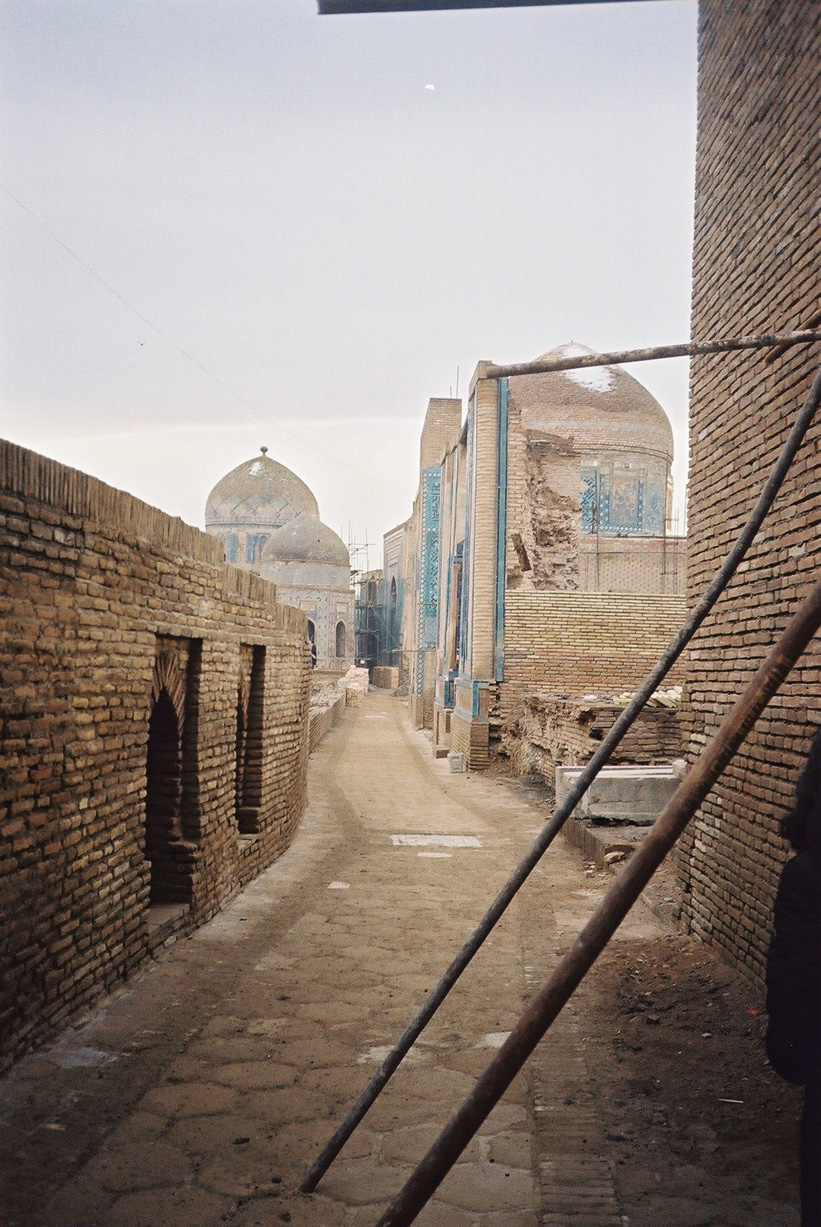
Один із проходів між мавзолеями
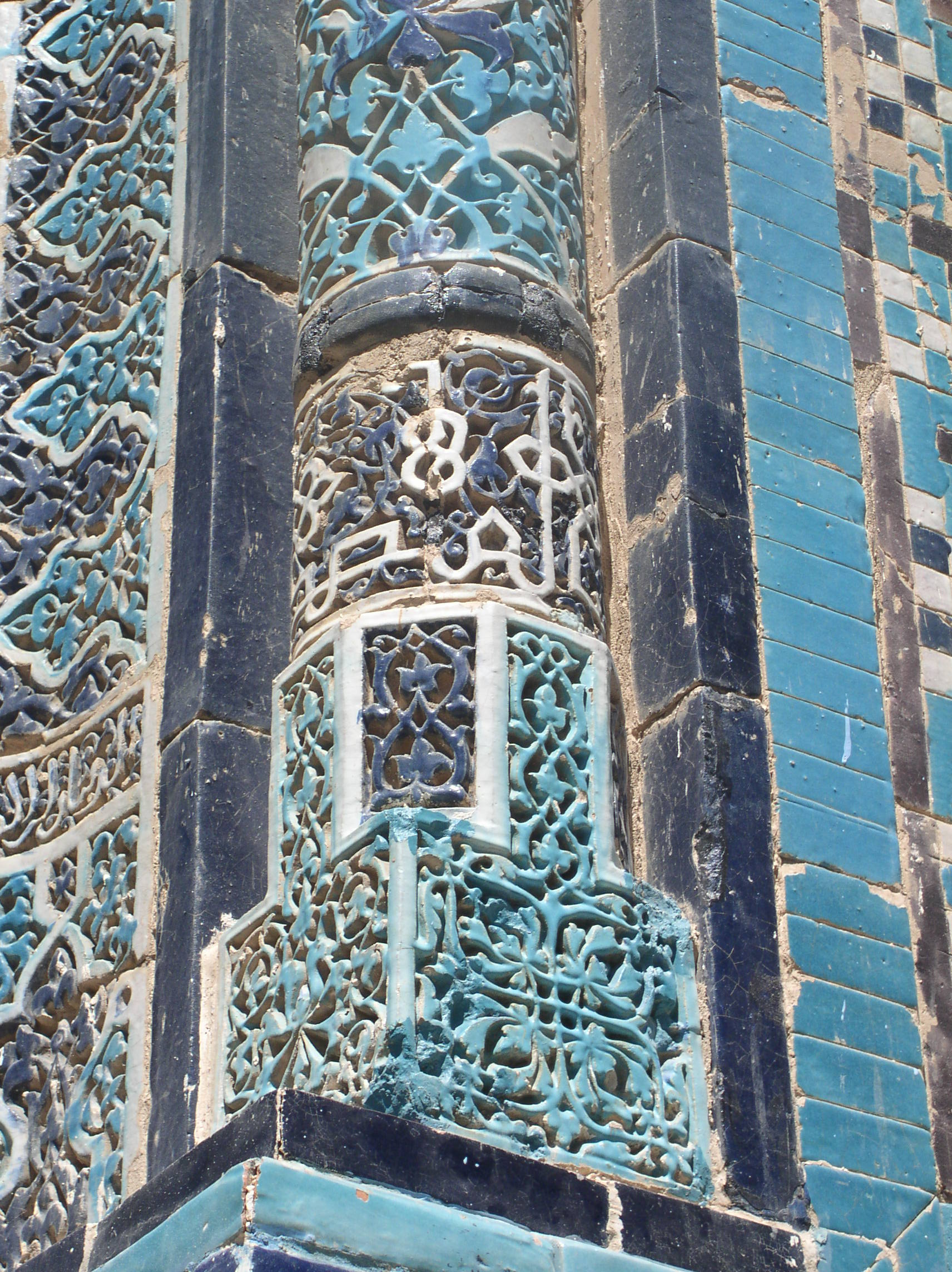
Фрагмент колони мавзолею Ширін-Бика-ака
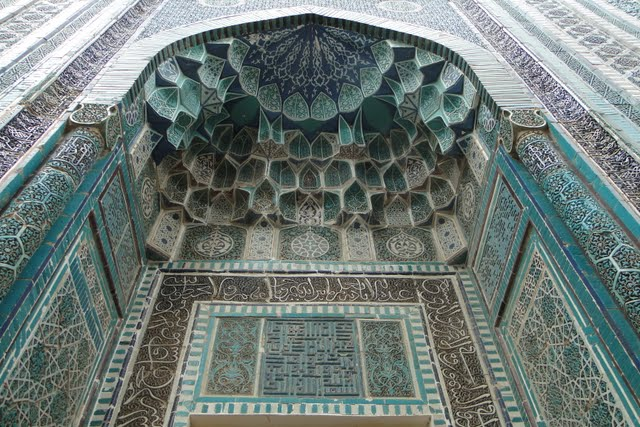
Фрагмент мавзолею знатної дами

### Шахі Зінда на початку XX століття
Фотографії С. М. Прокудіна-Горського 

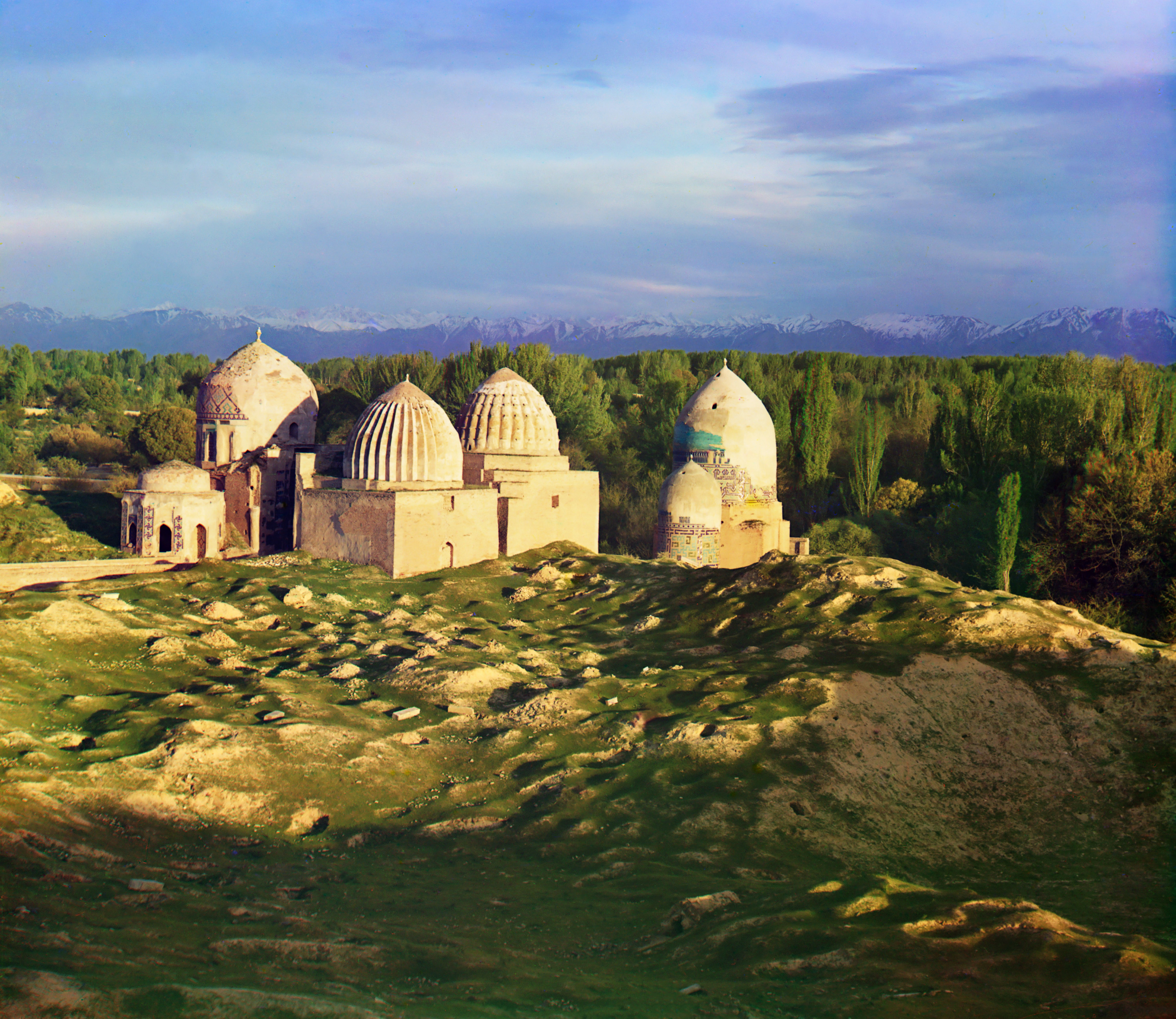
Шахі Зінда.
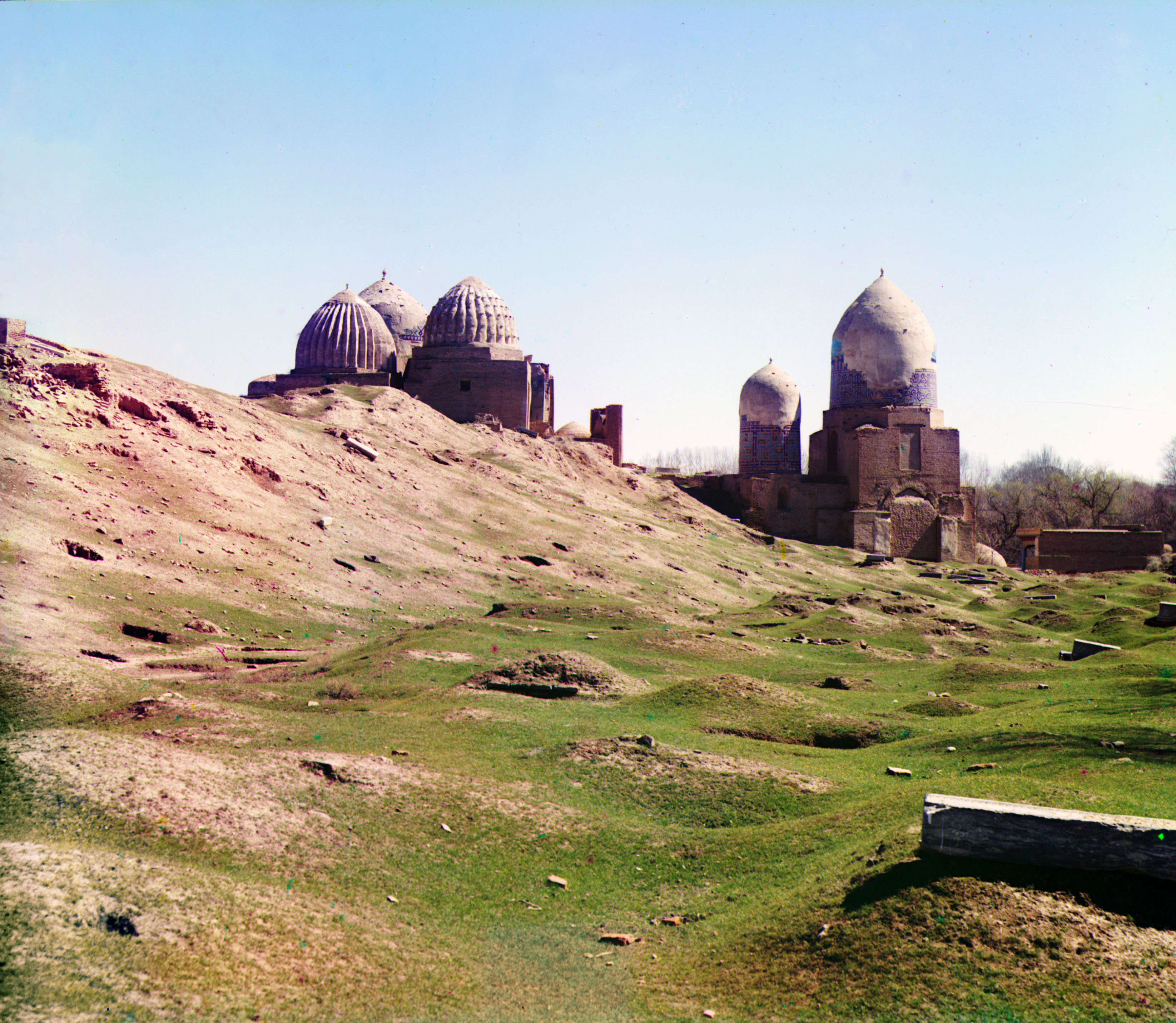
Загальний вигляд Шахі Зінда з північного заходу.
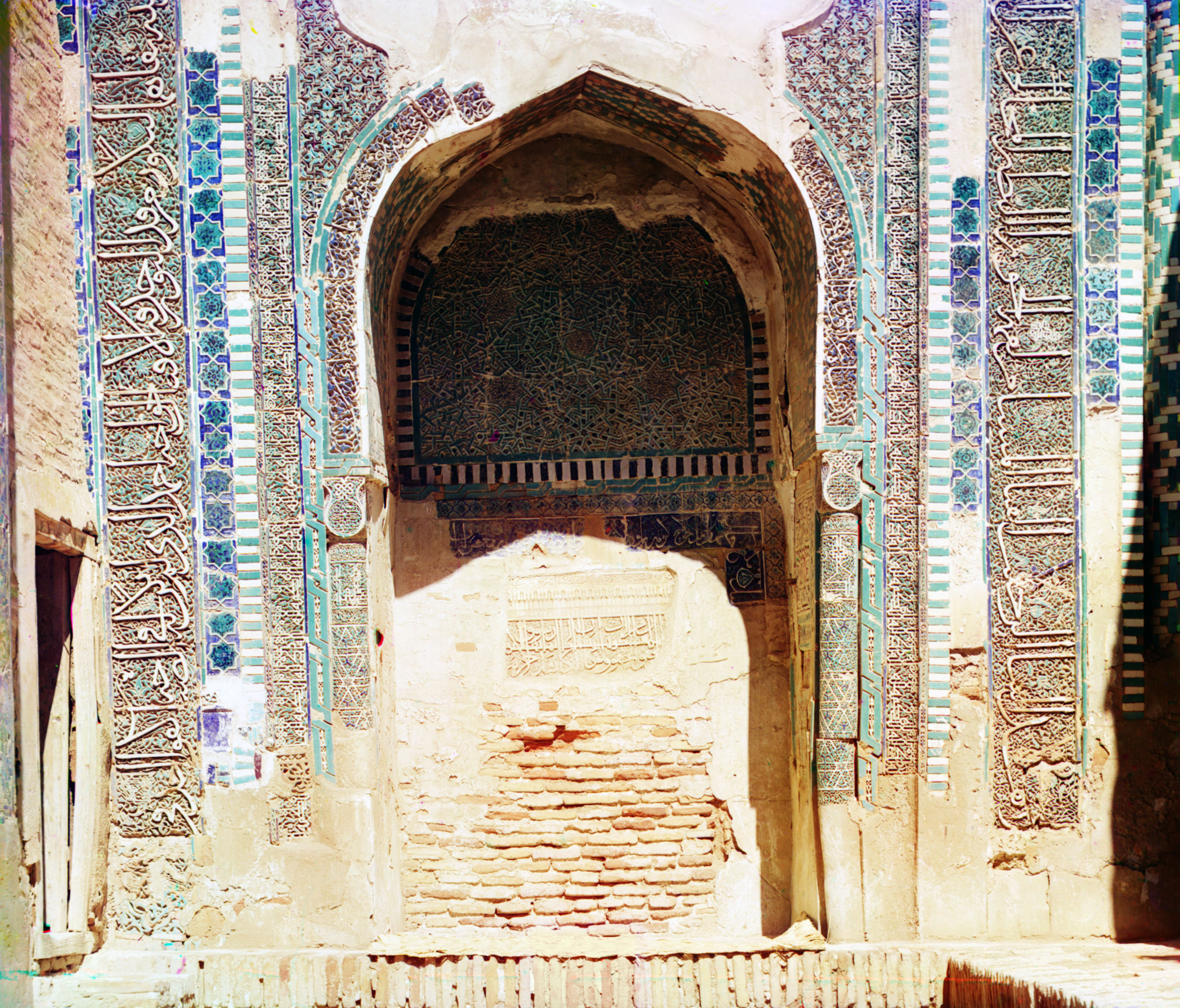
Ніша задньої стіни у Проході Мертвих.
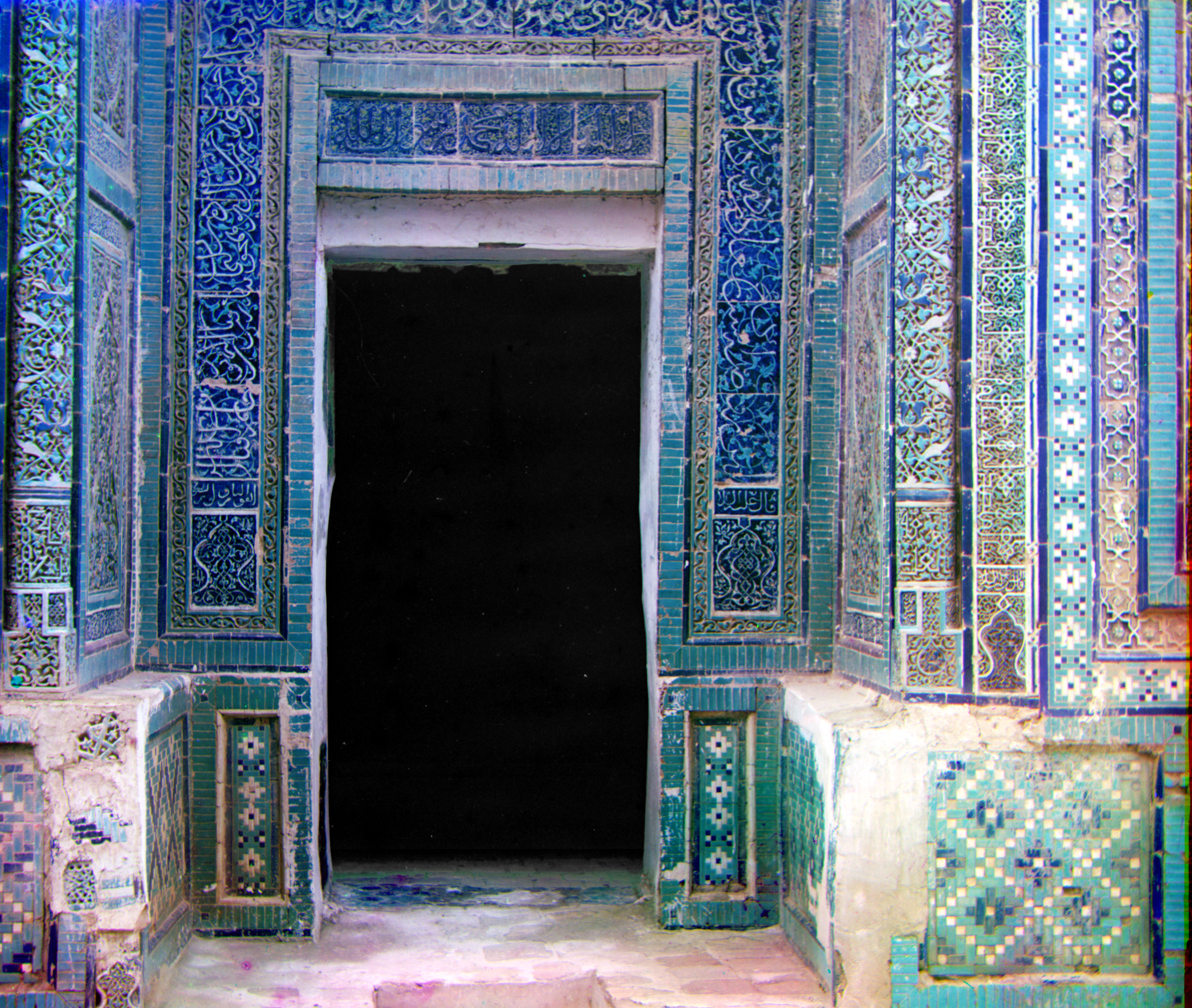
Зразки мозаїчних стін у Шахі Зінда.
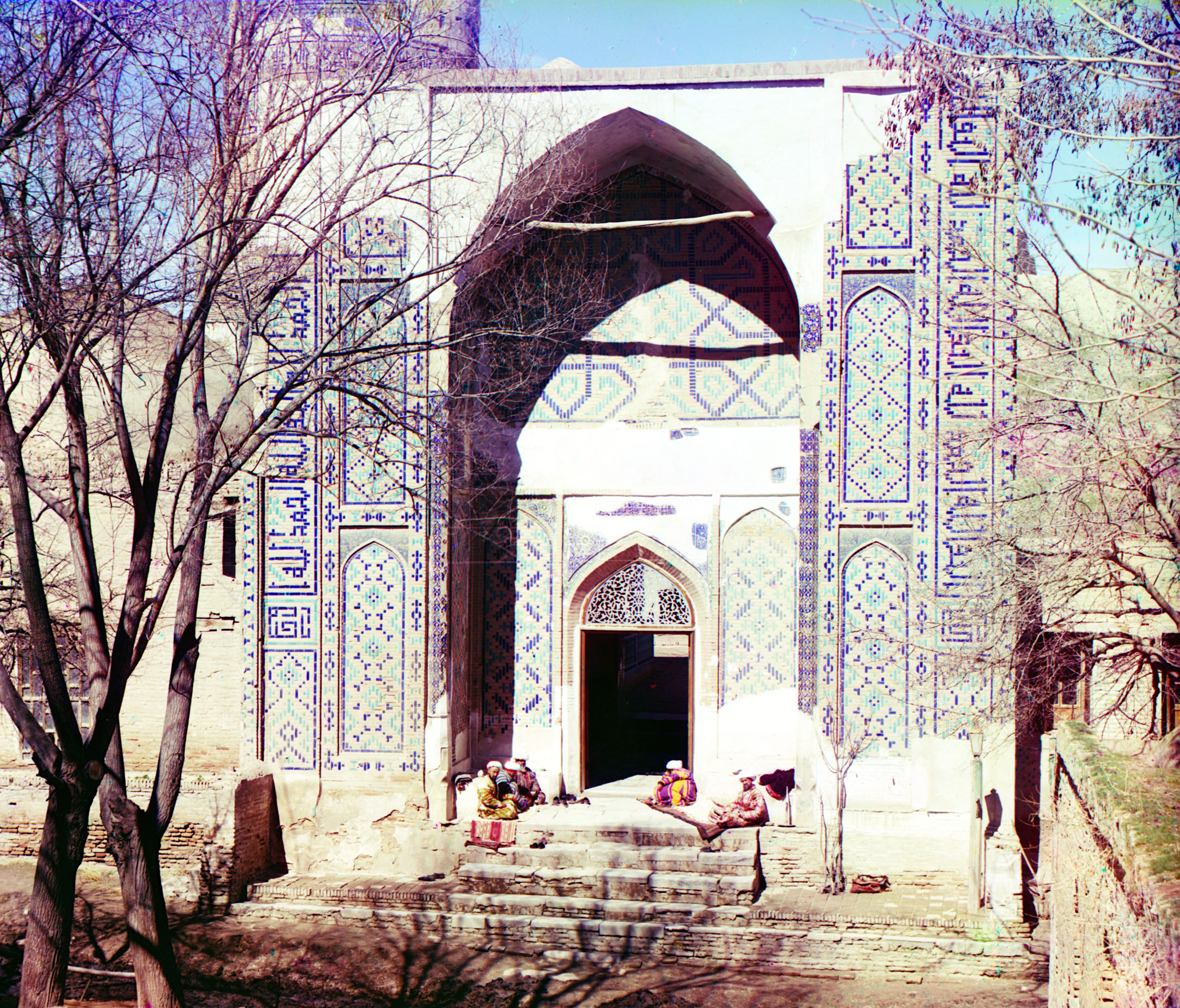
Головний вхід до Шахі Зінда.
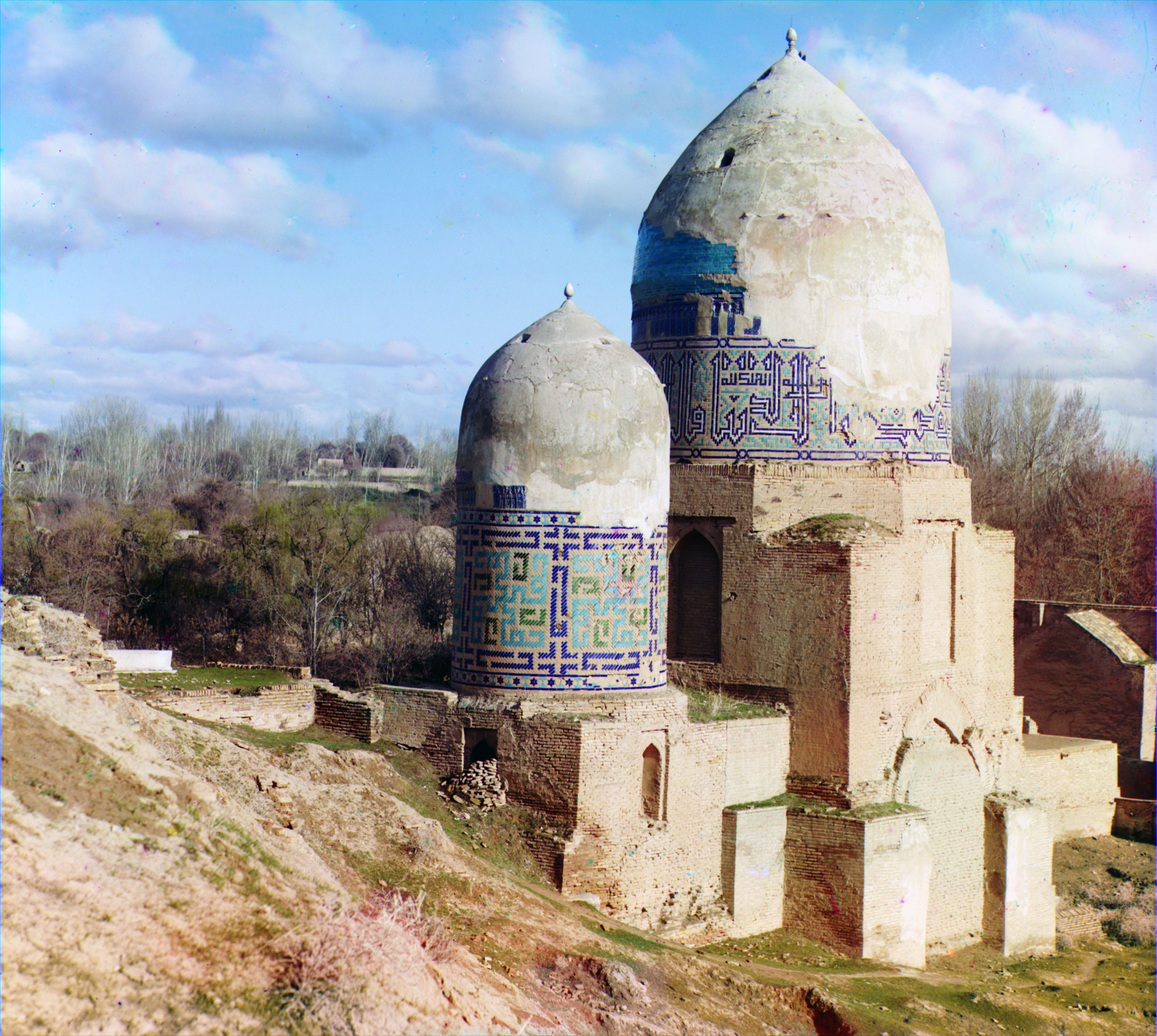
Шахі Зінда. Вид з північного заходу.
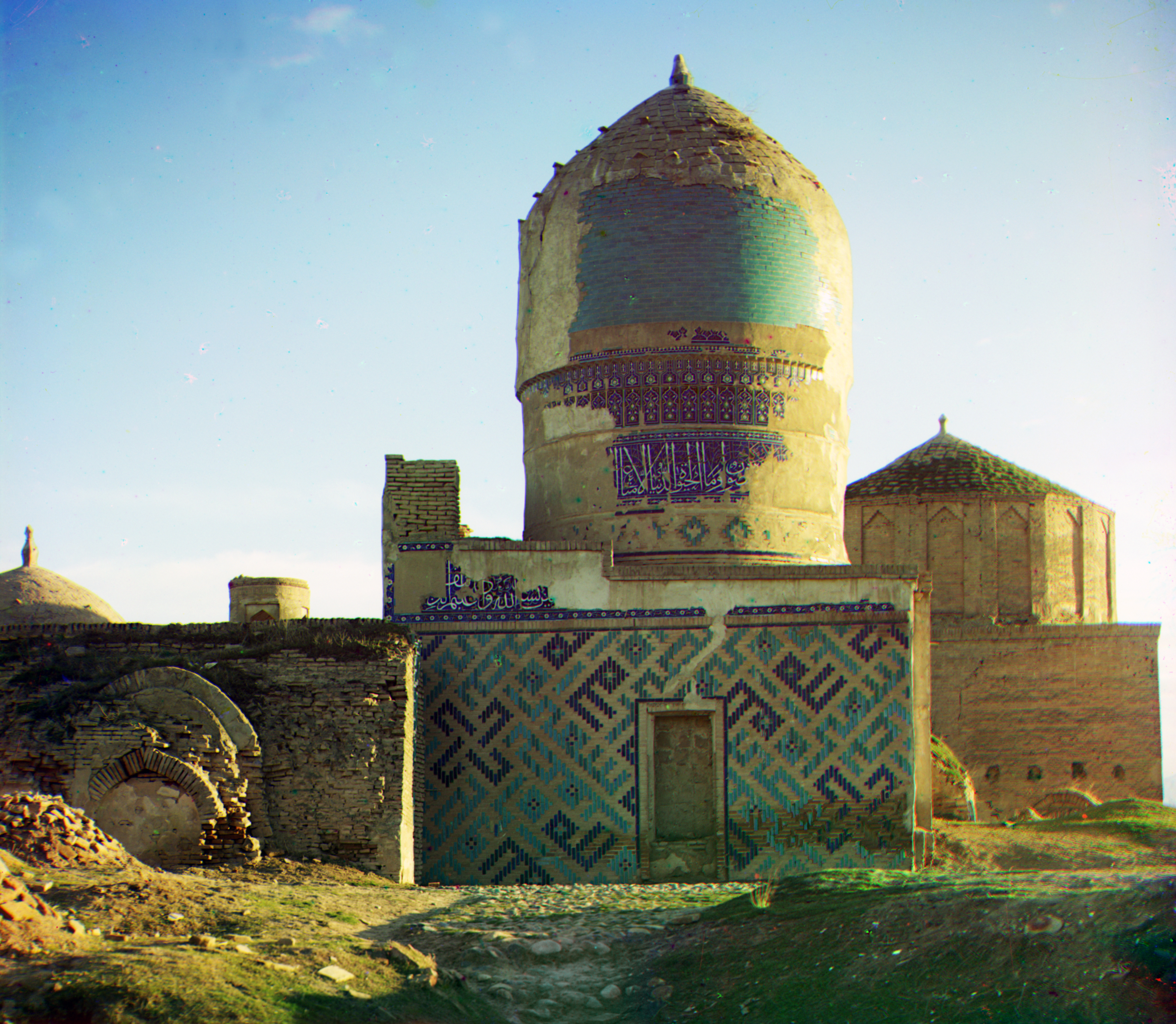
Мавзолей Кутлук-ока - третьої дружини Тамерлана.
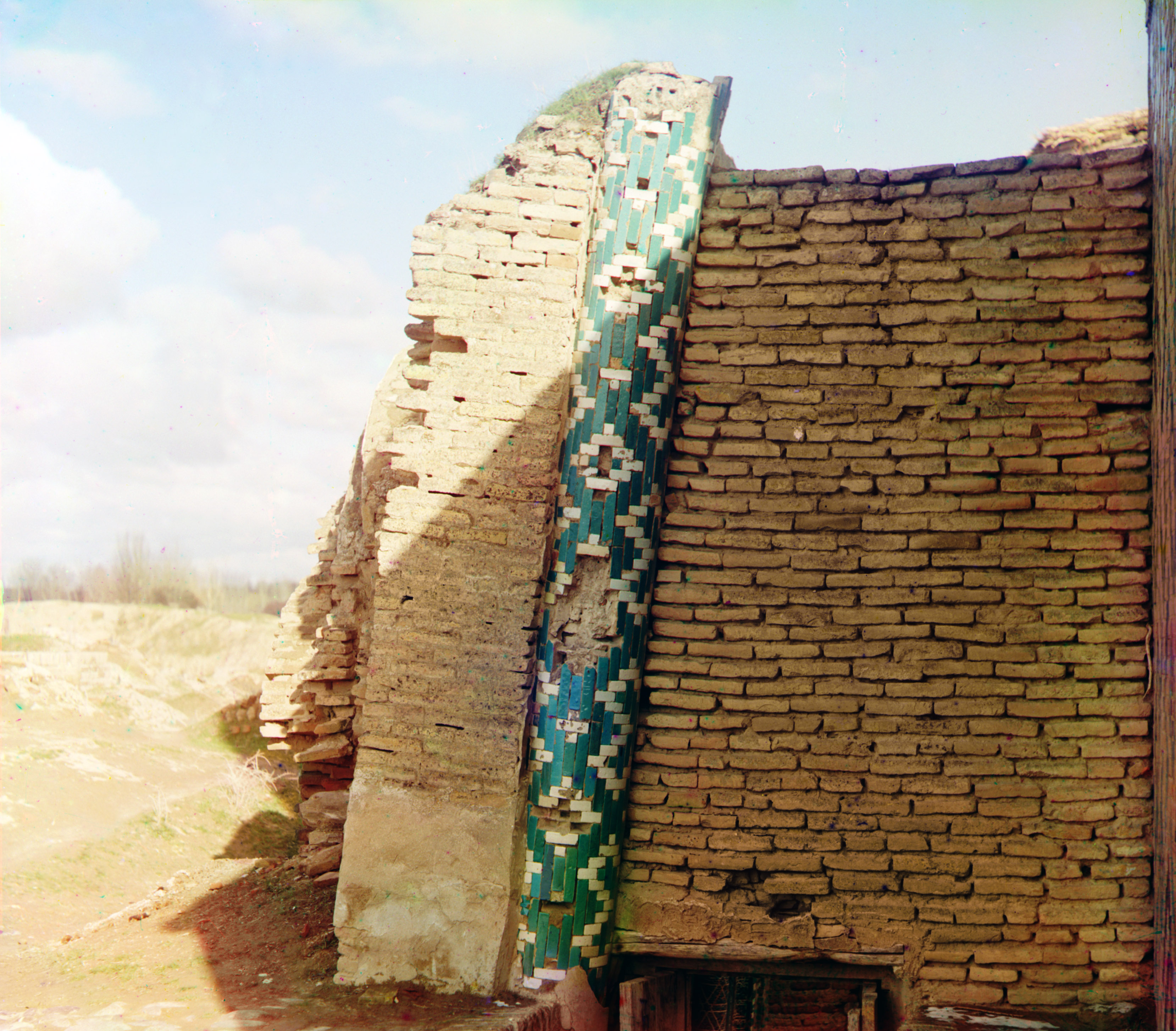
Колонка зовні з протилежного від входу боку.
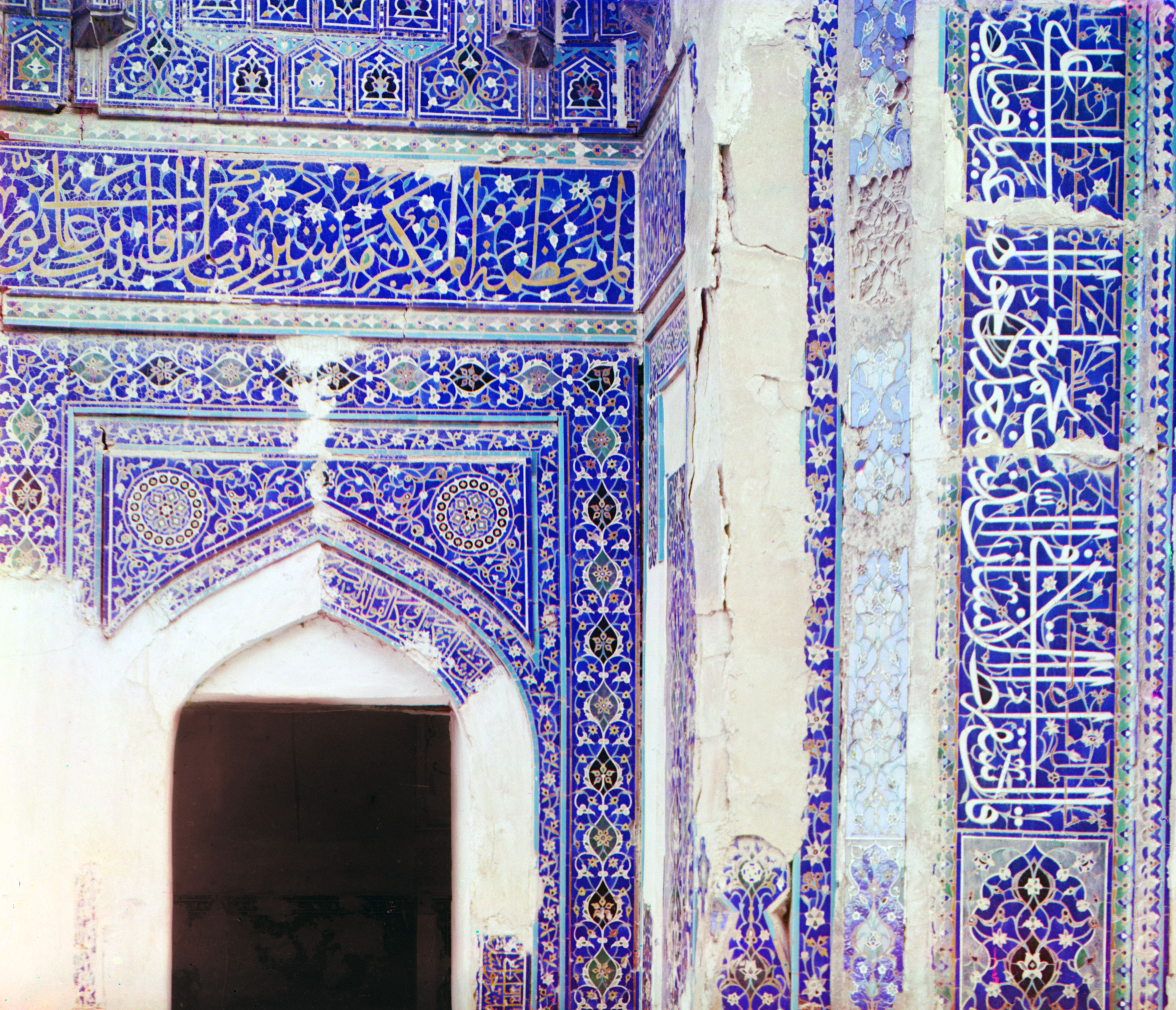
Зразки мозаїчних стін у Шахі Зінда. Фрагмент портальної ніші мавзолею Ширін-бек-Ака.
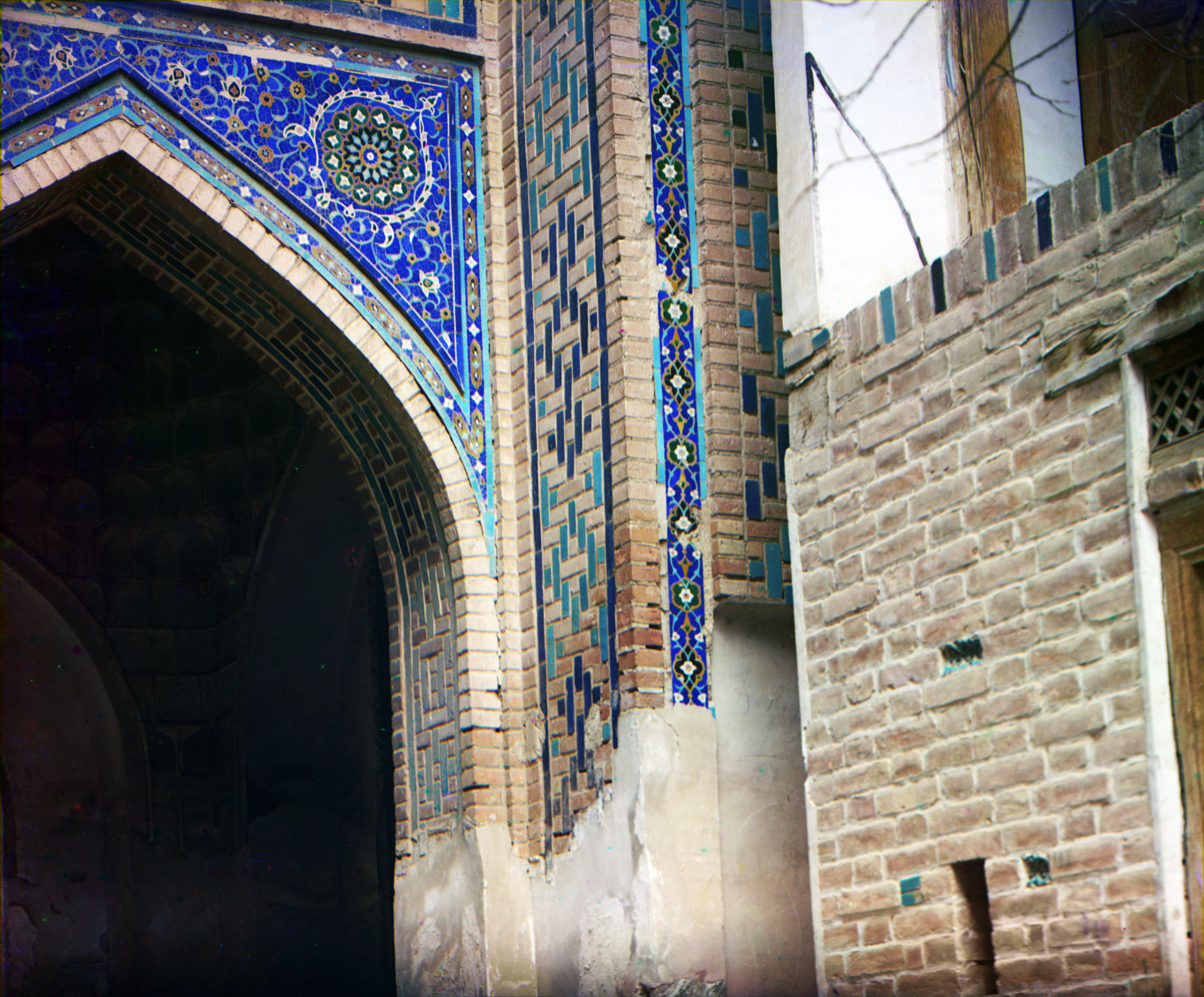
Прохід Мертвих. Деталь над входом третього чортака.